# Hoog Soeren
Hoog Soeren er en lille by i Nederland, som er beliggende vest for byen Apeldoorn på Veluwe. Hoog Soeren er under Apeldoorn kommune med et indbyggertal (pr. 2008) på 190.